# مصطفى الغرافي
مصطفى الغرافي هو كاتب وشاعر وباحث مغربي، وأستاذ البلاغة والنقد بجامعة مولاي إسماعيل بمكناس.

## سيرة ذاتية
ولد مصطفى الغرافي في 20 فبراير 1978م بمدينة القصر الكبير المغربية، وحصل على دبلوم مدرسة المعلمين عام 2000م، وعلى الإجازة في الأدب الحديث عام 2003م، وعلى دبلوم الدراسات العليا المعمقة في المناهج النقدية الحديثة عام 2005م، وعلى دبلوم المدرسة العليا للأساتذة عام 2007م، وعلى الدكتوراه في البلاغة وتحليل الخطاب عام 2012م، وعلى شهادة التأهيل الجامعي عام 2019م. وهو عضو في هيئة تحرير مجلة البلاغة والنقد الأدبي المحكمة في المغرب، وفي هيئة تحرير مجلة جيل الدراسات الفكرية والأدبية المحكمة بلبنان، وفي الهيئة العلمية لمجلة وجهات المحكمة التي تصدر عن مؤسسة مليطان للبحوث والدراسات والإنماء الثقافي في ليبيا، وعضو بلجنة التحكيم في مجلة رؤى الليبية، وفي لجنة التحكيم بمجلة المعيار المحكمة في المركز الجامعي تيسمسيلت بالجزائر، وعضو الهيئة الاستشارية لمجلة أوراق ثقافية بالمغرب.

## أعماله
صدر له:
- «تغريبة»، عن ألطوبريس في طنجة عام 2001م.
- «البلاغة والإيديولوجيا: بحث في العلاقة الملتبسة بين المعرفة البلاغية والمطالب الإيديولوجية» عام 2014م.
- «البلاغة والإيديولوجيا، دراسة في أنواع الخطاب النثري عند ابن قتيبة»، عن دار كنوز المعرفة بالأردن عام 2015م (وصل إلى اللائحة الطويلة لجائزة الشيخ زايد).
- «المفارقة البلاغيَّة: النصّ القرآني ومعضلة التأويل» (مقال).
- «القرآن والخطاب البشري» (مقال).
- «الإسلام والسرد: القصص الديني ومعيار النظرة الشرعية» (مقال).
- «الأبعاد التداولية لبلاغة حازم» (مقال).
- «الفقهاء وغواية الحب» (مقال).
- «رأي في الإعلام المغربي» (مقال).
- «صورة المرأة العربية العاشقة» (مقال).
- «المقهى فضاء لاقتراف الفعل الإبداعي» (مقال).
- «في زمن الأخطاء» (مقال).
- «عن البلاغة» دراسة في تحولات المفهوم.
- «الأدب المغربي وعقدة المشرق» (مقال).
- «في النقد العربي الحديث» (مقال).
- «الكتابة السردية في الأدب المغربي الحديث» (مقال).
- «الدجاجة التي تبيض ذهبا» (مقال).
- «حديث عن الشعر في يومه العالمي» (مقال).
- «الكاتب في حضرة السلطان» (مقال).
- «البلاغة والعقيدة» (مقال).
- «الإبداع والحرية» (مقال).
- «المرأة ونظام الثقافة: هيمنة الذكورة» (مقال).
- «الإسلام والسرد القصص الديني ومعيار النظرة الشرعية» (مقال).
- «الحداثة والفكر التاريخي عند عبد الله العروي» (مقال).
- «يد على القلب... وعين على البلد» (مقال).
- «نحو مجتمع المعرفة واقع القراءة في المغرب» (مقال).